# Elizabeth Lail
Elizabeth Dean Lail (Asheboro, Carolina del Nord, 25 de març de 1992) és una actriu estatunidenca que fa el paper d'Anna en la sèrie Once Upon a Time.

## Biografia
Va néixer el 1992 a Asheboro, Carolina del Nord. Va viure la seva infantesa i adolescència amb el seu pare Dean Franklin Lail, la seva mare Kay Lurene Surratt i la seva germana major Kathryn Dean Lail. Al finalitzar l'educació mitjana superior en la preparatòria d'Asheboro, començà a estudiar actuació en l'Escola d'Arts de la Universitat de Carolina del Nord el 2010. Finalitzà els seus estudis el maig del 2014.
Després de graduar-se treballà en alguns curtmetratges estudiantils com a Model Airplane, ¡Pasiones! i Without. Es traslladà a Nova York per trobar feina i va realitzar un càsting en el qual fou seleccionada per interpretar el paper d'Anna en la sèrie televisiva Once Upon a Time, el qual està basat en Anna de la pel·lícula Frozen (2013) dels estudis Disney.

## Filmografia
| Any  | Títol            | Rol             | Notes                                      |
| ---- | ---------------- | --------------- | ------------------------------------------ |
| 2011 | Model Airplane   | Anna            | Curtmetratge                               |
| 2011 | ¡Pasiones!       | Angélica        | Curtmetratge                               |
| 2014 | Without          | Emily           | Curtmetratge                               |
| 2014 | Once Upon a Time | Anna            | Quarta Temporada                           |
| 2016 | Dead of Summer   | Paper principal |                                            |
| 2017 | The Blacklist    | Natalie Luca    | Episod': "Natalie Luca"                    |
| 2018 | The Good Fight   | Emily Chapin    | Episodi: "Day 478"                         |
| 2018 | Unintended       | Lea             |                                            |
| 2018 | You              | Guinevere Beck  | Paper principal (temporada 1); 10 episodis |
| 2019 | Countdown        | Quinn           |                                            |